# Victoria Pedretti
Victoria Pedretti (Pensilvânia, 23 de março de 1995) é uma atriz norte-americana, mais conhecida por seus papéis como a adulta Eleanor Crain na série de televisão antológica The Haunting of Hill House,  Dani Clayton em The Haunting of Bly Manor e Love Quinn em You.

## Biografia e carreira
Pedretti nasceu na Pensilvânia em 23 de março de 1995 e frequentou a Pennsbury High School em Fairless Hills. Mais tarde, ela começou seus estudos de atuação na Carnegie Mellon School of Drama, que é uma parte da Carnegie Mellon University em Pittsburgh.
Em 2017, Pedretti completou seus estudos universitários e formou-se como Bacharel em Belas Artes. No mesmo ano, foi anunciado que ela foi escalada como Eleanor "Nell" Crain na série de terror da Netflix The Haunting of Hill House.
Em 2019, Pedretti interpretou Leslie Van Houten, mais conhecida como Lulu, no filme de Quentin Tarantino "Once Upon a Time in Hollywood". 
Em janeiro de 2019, foi anunciado que Pedretti havia sido escalada para o papel principal de Love Quinn na segunda temporada da série da Netflix, You.

## Filmografia

### Filme
| Ano  | Titulo                        | Papel                    | Notas          |
| ---- | ----------------------------- | ------------------------ | -------------- |
| 2014 | Sole                          |                          | Curta-metragem |
| 2014 | Uncovering Eden               | Edie                     | Curta-metragem |
| 2019 | Once Upon a Time in Hollywood | Leslie "Lulu" Van Houten |                |
| 2020 | Shirley                       | Katherine                |                |
| 2021 | Star-Crossed: The Film        | Heist Girl 1             |                |
| TBA  | Lucky                         | Alice Sebold             | Filmando       |

### Televisão
| Ano       | Titulo                     | Papel         | Notas                                                           |
| --------- | -------------------------- | ------------- | --------------------------------------------------------------- |
| 2018      | The Haunting of Hill House | Eleanor Crain | Elenco principal                                                |
| 2019–2023 | You                        | Love Quinn    | Papel principal (2ª e 3ª temporada) Participação (4ª temporada) |
| 2020      | Amazing Stories            | Evelyn Porter | Episódio: "The Cellar"                                          |
| 2020      | The Haunting of Bly Manor  | Dani Clayton  | Protagonista                                                    |